# Baryceros texanus
Baryceros texanus là một loài tò vò trong họ Ichneumonidae.